# Trnava (Raška)
Pour les articles homonymes, voir Trnava (homonymie).
Trnava (en serbe cyrillique : Трнава) est un village de Serbie situé dans la municipalité de Raška, district de Raška. Au recensement de 2011, il comptait 217 habitants.

## Démographie
| 1948 | 1953 | 1961 | 1971 | 1981 | 1991 | 2002 | 2011 |
| ---- | ---- | ---- | ---- | ---- | ---- | ---- | ---- |
| 457  | 477  | 452  | 415  | 320  | 281  | 259  | 217  |

|  |